# بني يخلف (إقليم خريبكة)
بني يخلف هي قبيلة مغربية غرب المملكة. تقع بني يخلف بإقليم خريبكة، 200km عن الدار البيضاء تضم بني يخلف 9.553 نسمة (إحصاء 2004). تترأسها عائلة المشبوح .